# ニュエセス郡 (テキサス州)
ニュエセス郡（英: Nueces County）は、アメリカ合衆国テキサス州の南部に位置する郡である。人口は35万3178人（2020年）。郡庁所在地はコーパスクリスティであり、同郡で人口最大の都市である。ニュエセス郡は1846年に設立され、郡名は郡内を流れるニュエセス川に因んで名付けられた。
ニュエセス郡はアランサス郡、サンパトリシオ郡と共に、コーパスクリスティ都市圏を構成している。

## 歴史
ニュエセス郡は1846年にサンパトリシオ郡から分離して設立された。郡名は郡内を流れるニュエセス川に因んで名付けられた。

## 地理
アメリカ合衆国国勢調査局に拠れば、郡域全面積は1,166平方マイル (3,020 km2)であり、このうち陸地836平方マイル (2,165 km2)、水域は331平方マイル (857 km2)で水域率は28.34％である。

### 主要高規格道路
- 州間高速道路37号線
- 州間高速道路69号線
- アメリカ国道77号線
- テキサス州道181号線
- テキサス州道44号線

### 隣接する郡
- サンパトリシオ郡 - 北
- メキシコ湾 - 東
- クレバーグ郡 - 南
- ジムウェルズ郡 - 西

## 人口動態
以下は2000年国勢調査による人口統計データである。
| 基礎データ - 人口: 313,645人 - 世帯数: 110,365 世帯 - 家族数: 79,683 家族 - 人口密度: 145人/km2（375人/mi2） - 住居数: 123,041軒 - 住居密度: 57軒/km2（147軒/mi2） 人種別人口構成 - 白人: 72.03% - アフリカン・アメリカン: 4.24% - ネイティブ・アメリカン: 0.64% - アジア人: 1.16% - 太平洋諸島系: 0.07% - その他の人種: 18.74% - 混血: 3.13% - ヒスパニック・ラテン系: 55.78% 年齢別人口構成 - 18歳未満: 28.4% - 18-24歳: 10.5% - 25-44歳: 28.9% - 45-64歳: 21.1% - 65歳以上: 11.2% - 年齢の中央値: 33歳 - 性比（女性100人あたり男性の人口） - 総人口: 95.8 - 18歳以上: 92.5 | 世帯と家族（対世帯数） - 18歳未満の子供がいる: 36.3% - 結婚・同居している夫婦: 51.8% - 未婚・離婚・死別女性が世帯主: 15.3% - 非家族世帯: 27.8% - 単身世帯: 22.6% - 65歳以上の老人1人暮らし: 7.9% - 平均構成人数 - 世帯: 2.79人 - 家族: 3.30人 収入と家計 - 収入の中央値 - 世帯: 35,959米ドル - 家族: 41,066米ドル - 性別 - 男性: 31,571米ドル - 女性: 22,324米ドル - 人口1人あたり収入: 17,036米ドル - 貧困線以下 - 対人口: 18.2% - 対家族数: 14.7% - 18歳未満: 24.0% - 65歳以上: 15.8% |

## 都市と町

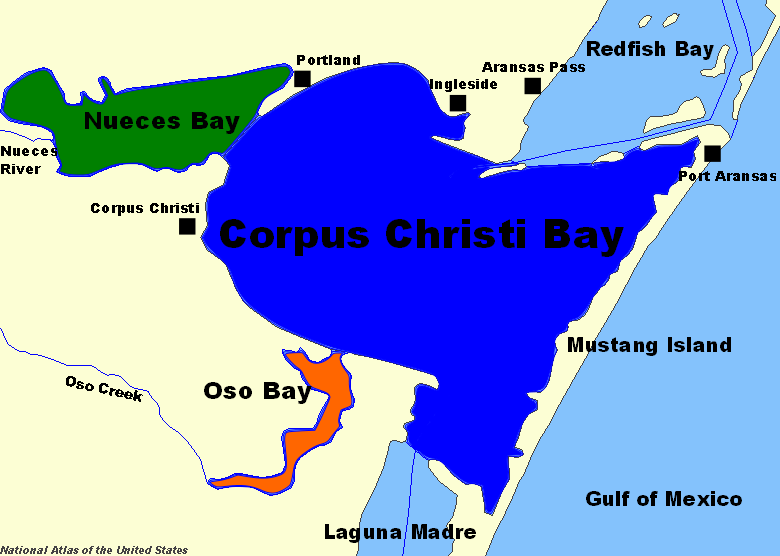
コーパスクリスティ湾付近図

| - コーパスクリスティ - 郡庁所在地 - アグアダルシー - アランサスパス - バンケット - ビショップ - チャップマンランチ - ドリスコル - イングルサイド - ラパロマ・ロストクリーク - ノースサンペドロ | - ペトロニラ - ポートアランサス - ラブ - ランチョバンケット - ロブスタウン - サンパトリシオ - サンディホロー・エスコンディダス - スプリングガーデン・レラベルデ - ティエラグランデ - バイオレット |